# Marlon Brando
Marlon Brando, Jr, född 3 april 1924 i Omaha i Nebraska, död 1 juli 2004 i Los Angeles i Kalifornien, var en amerikansk skådespelare.
Marlon Brando är ansedd som en av de största amerikanska filmskådespelarna. Han gjorde flera stora filmroller i bland annat Linje Lusta (1951), Viva Zapata (1952), Julius Caesar (1953), Storstadshamn (1954), Myteriet på Bounty (1962), Gudfadern (1972), Sista tangon i Paris (1972) och Apocalypse (1979).

## Biografi

### Ungdom och tidig karriär
1935, då Marlon Brando var 11 år gammal, separerade hans föräldrar, Marlon Brando Sr och Dorothy Pennebaker-Brando. Hans mor tog sina tre barn och flyttade till deras mormor i Santa Ana i Kalifornien. När föräldrarna återförenades 1937, flyttade de till Libertyville i Illinois, som ligger nordväst om Chicago. Brando var av tysk, holländsk, engelsk och irländsk härkomst. Brandos anfader, Johann Wilhelm Brandau, utvandrade på 1700-talet till Amerika från Rheinland-Pfalz i Tyskland. Brandos holländska påbrå kom från hans mors sida (efternamnet Pennebaker är holländskt). Modern var en talangfull kvinna, även om hon var alkoholist och ofta var borta från Brandos barndom. Hon arbetade inom den lokala teatern och hjälpte bland annat en ung Henry Fonda i början av hans karriär. Hon inspirerade även Brando i hans teaterskolning. Brando var en talangfull imitatör redan i sin barndom och utvecklade en ovanlig förmåga att ta till sig egenskaperna hos de personer han spelade. Samtidigt som han på ett dramatiskt sätt spelade egenskaperna, så var han fortfarande inne i karaktären. Hans äldre syster, Jocelyn Brando, var också skådespelare, men inte av samma format som Marlon.
Brando hade en tumultartad barndom, där han relegerades från flera skolor. Hans far var mycket kritisk mot sin son, men han uppmuntrade honom att gå sina egna vägar. Brando lämnade Illinois och flyttade till New York, där han studerade på American Theatre Wing Professional School, dramatik på The New School och Actors Studio. På New Schools dramatikutbildning studerade han tillsammans med Stella Adler och lärde sig de revolutionerande teknikerna i Stanislavskijsystemet.

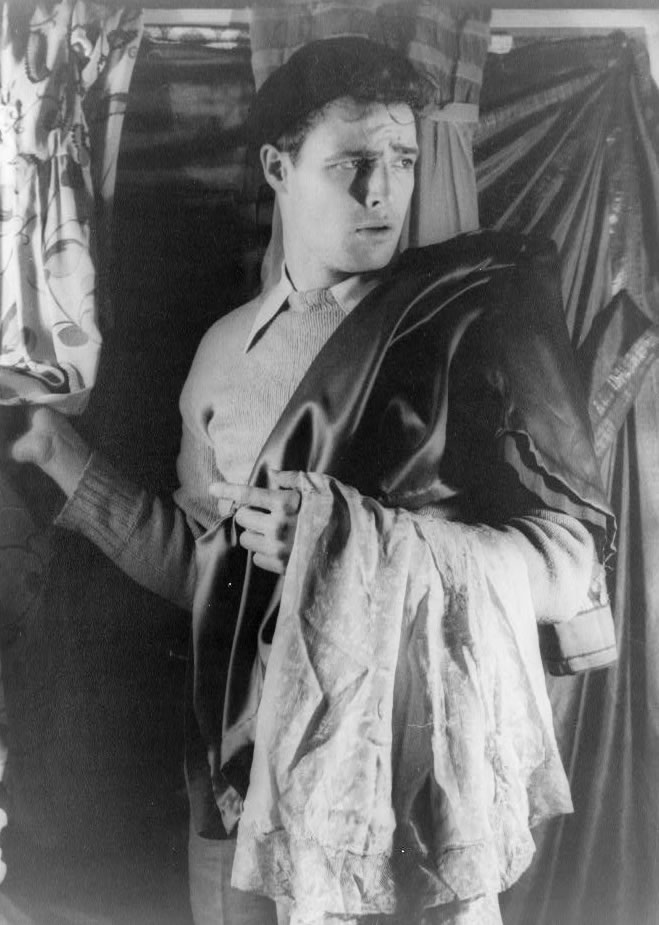
Marlon Brando i Linje Lusta. Foto: Carl Van Vechten, 1948.

Brando använde sina kunskaper i Stanislavskijsystemet i sommarföreställningarna i Sayville. Hans beteende gjorde att han fick lämna New Schools skådespelargrupp i Sayville, men där upptäcktes han i en lokalt uppsatt pjäs, som tog honom till Broadway och det bitterljuva dramat I Remember Mama, 1944. Fastän pjäsen var ett kommersiellt fiasko röstade kritikerna fram honom som Broadways mest lovande skådespelare, för hans roll som en ångestfylld och förlamad man i Truckline Café. Sitt verkliga genombrott fick han som Stanley Kowalski i Tennessee Williams pjäs Linje Lusta 1947, som regisserades av Elia Kazan. Brando sökte rollen genom att åka till Provincetown, Massachusetts, där Williams höll audition under sommaren. Williams kommer ihåg att han, när han öppnade sceningången, direkt förstod att han hade hittat sin Stanley Kowalski.

### På film
Brandos första filmroll var den bittre och förlamade krigsveteranen i Männen 1950. Enligt sina metoder förberedde han sig för rollen genom att ligga en månad till sängs på ett veteransjukhus. 
Han gjorde dock ett betydligt större intryck året efter, då han gjorde sin roll som Stanley Kowalski i filmatiseringen av Linje Lusta 1951. Han nominerades till en Oscar för bästa manliga huvudroll och de följande tre åren samma nominering för sina roller i Viva Zapata! 1952, Julius Caesar 1953 och Storstadshamn 1954.
Brando vann slutligen en Oscar för sin roll som Terry Malloy i Storstadshamn. Under Kazans regi och med en talangfull ensemble runt omkring sig, använde sig Brando av Stanislavskijsystemet för träning och improvisation. Brando hävdade att han hade improviserat mycket av scenen med Rod Steiger, där han i baksätet på en taxi fäller den klassiska repliken I could have been a contender. Kazan höll inte med om detta.
Brando följde upp sin framgång med flera olika roller under 1950-talet, som uppfyllde alla förväntningar på honom: Pysar och sländor, där han hade en sångroll; som Sakini, en japansk tolk i den amerikanska armén under efterkrigstiden i Japan i Tehuset Augustimånen; som flygofficer i Sayonara, och nazistofficer i De unga lejonen. Även om han blev nominerad till en Oscar för sin roll i Sayonara, så hade hans skådespeleri dock tappat mycket energi och auktoritet i slutet av 1950-talet.

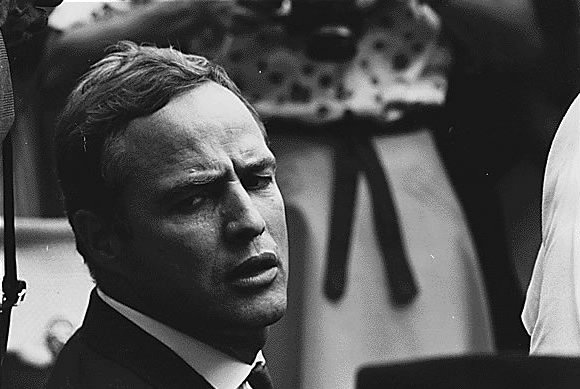
Marlon Brando 1963.

Brandos stjärna föll ännu mer under 1960-talet, då han fick mer oinspirerande roller i Myteriet på Bounty och flera andra filmer. Även på denna låga professionella nivå lyckades Brando producera några speciella filmer, till exempel Revansch (1961), en westernfilm som skulle bli den enda film som Brando själv regisserade, Reflexer i ett gyllene öga (1967), där han porträtterade en förtryckt homosexuell arméofficer och Queimada (1969), som Brando själv trots ett kommersiellt fiasko betraktade som sin personliga favorit. Trots detta hade Brandos karriär slutet av 1960-talet nästan helt gått i stå, på grund av hans rykte som en svår filmstjärna och hans rekordmånga marginella filmer och filmer med överskriden budget.

### Gudfadern
Brandos roll som supporting actor ( Michel Corleone var den givne huvudrollen) Vito Corleone i Gudfadern 1972 blev en vändpunkt i karriären. Regissören Francis Ford Coppola övertygade Brando om att göra en "make-uptest", där han fick göra sin egen make-up. Francis Ford Coppola var besatt av Brandos rollperson som överhuvudet i den kriminella familjen, men fick kämpa med filmbolaget för att få lov att ha honom med i filmen. Brando vann en Oscar för bästa skådespelare, förmodligen enda gången i historien en biroll får priset för bästa huvudroll, hela filmen handlar om Michel Coleone och kunde lika gärna hrtat " The story of Michael  Corleone" för sitt intelligenta spel. Än en gång hade han improviserat viktiga detaljer, som gjorde karaktären verklig i stället för clichéartad. Marlon Brandons roll tog 6 veckor att spela in, Al Pacinos roll tog 18 veckor att spela in. Al Pacino har 45 minuter mer scting time i Gudfadern 1. Öven Tom Hagen Sonny Corleone, Tessio, Clemenza och Conny Corleone hade mer screening time. Deras roller tog 12 veckor att spela in.
Brando tog inte emot Oscarsstatyetten ( Som sig bör om man har en supporting character) och blev därmed den andre som vägrade att ta emot den (den förste var George C. Scott, som vann den för rollen i Patton – Pansargeneralen). Han bojkottade utdelningsceremonin och skickade apachekvinnan och skådespelerskan Sacheen Littlefeather för att framföra hans ståndpunkt om Hollywoods och televisionens diskriminering av minoriteter. Brando följde dock upp framgången med Sista tangon i Paris, men den överskuggades av protesterna mot de erotiska inslagen i filmen, som hade regisserats av Bernardo Bertolucci. Trots kontroverserna som riktade sig både mot filmen och mot Brando nominerades han ytterligare en gång till bästa skådespelare.

### Sen karriär

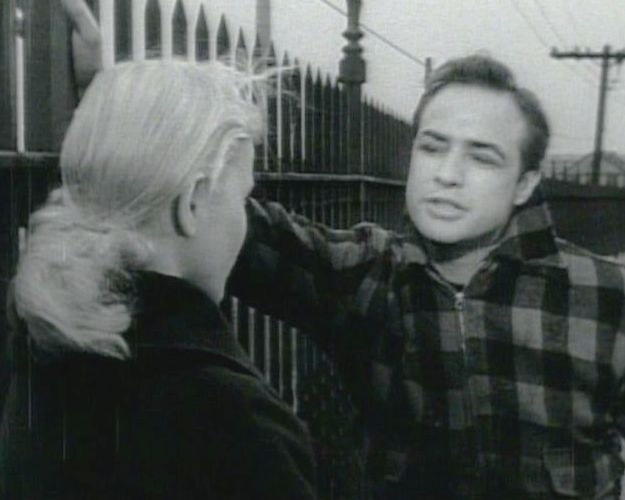
Marlon Brando i Storstadshamn, här med Eva Marie Saint.

Brandos sena karriär var ojämn. Utöver sin roll som den mytomspunne överste Kurtz i Apocalypse och det intensiva skådespeleriet i Sista tangon i Paris, har han även spelat Jor-El, Stålmannens far, i den första Stålmannenfilmen. Det var en roll som han tackade ja till efter att ha kommit överens om att han inte skulle behöva läsa manuset före filmen och att hans repliker skulle visas utanför filmen. Andra senare framträdanden som The Island of Dr. Moreau, gav honom den sämsta kritiken under karriären. Trots att han tillkännagav att han skulle dra sig tillbaka från filmen, tog han biroller i filmer som En torr vit årstid (som han nominerades för en Oscar 1989), Ny i maffian 1990 och Don Juan DeMarco 1995.

### Utanför filmen
Brandos hängivenhet för de mänskliga rättigheterna, minoritetsfolk och andra orsaker, höll honom i allmänhetens blickfång under hela hans karriär. Det gjorde även hans romanser och äktenskap. Han gifte sig med skådespelerskan Anna Kashfi 1957, då han av misstag trodde att hon var av indisk härkomst, när hon i själva verket kom från Wales och var av irländskt katolskt ursprung. Hennes verkliga namn var Joan O'Callaghan. O'Callaghan förstod Brandos missuppfattning, eftersom hon klädde sig som en indiska, då hon visste att Brando hade en förkärlek för exotiska kvinnor. De skilde sig 1959 efter att ha fått en son, Christian Brando. 
1960 gifte sig Brando med sin chef sedan sju år, den mexikanska skådespelerskan Maria "Movita" Castaneda, som hade spelat i den första Myteriet på Bounty 1935, 27 år innan Brandos version släpptes. Filmatiseringen 1962 med Brando som Fletcher Christian, startade ryktet om honom som en svår stjärna och han anklagades för att orsaka regissörsbyten och bidra till att filmbudgetar överskreds. Själv tillbakavisade han anklagelserna.
Erfarenheterna från inspelningen av Myteriet på Bounty påverkade Brando på ett grundläggande sätt. Han förälskade sig i Tahiti och dess människor. Han skrev ett 99-årigt hyreskontrakt på atollen Tetiaroa, som han tänkte utveckla till dels ett miljölaboratorium, dels en semesterö. Tahitiskan Tarita Teriipia, som hade medverkat i filmen som Fletcher Christians kärlek, blev hans tredje fru, efter att han hade skilt sig från Castaneda. Tillsammans med Teriipia fick han tre barn, varav ett dog. Hotellet på Tetiaroa färdigställdes, men byggdes om flera gånger på uppdrag av Brando. Det byggs numera om till ett ekologiskt lyxhotell, kallat "The Brando", av Tetiaroa Pacific Beachcomber.
I sin biografi "The Only Contender" (1976), av Gary Carey, citerades Brando: Liksom många andra män har även jag homosexuella erfarenheter och jag skäms inte för det.
Samtliga tre fruar var gravida då han gifte sig med dem. Antalet barn som han fick är omtvistat, även om han erkände elva av barnen:
- Med Anna Kashfi:
  - Christian (född 1958, död 2008)[5]
- Med Movita Castaneda:
  - Miko (född 1961)
  - Rebecca Brando Kotlinzky (född 1967)
- Med Tarita Teriipia:
  - Simon Teihotu (född 1963) - den enda fasta invånaren på Tetiaroa
  - Cheyenne (född 1970, död 1995, självmord)[6]
- Via adoption: 
  - Petra Brando-Corval (född 1963), dotter till Brandos assistent Caroline Barrett
  - Maimiti (född 1977)
  - Raiatua (född 1982)
- Med sin barnflicka Christina Maria Ruiz:
  - Nina Priscilla (född 1989)
  - Myles Jonathan (född 1993)
  - Timothy Gahan (född 1995)

I maj 1990 sköt Brandos förste son Christian sin halvsyster Cheyennes tahitiske fästman Dag Drollet, 26, utanför familjens hem i Beverly Hills. Christian, 31, hävdade att det var en olyckshändelse men befanns skyldig till dråp och vapeninnehav och dömdes till fängelse i tio år. Innan han dömdes höll Marlon Brando ett försvarstal där han vittnade om hur hans exfru hade svikit Christian. Han sade till Drollets familj: Jag är ledsen. Om jag kunde byta plats med dig skulle jag göra det. Jag är beredd på konsekvenserna. Efteråt sade Drollets far att han tyckte att Marlon spelade teater och att Christian kom lindrigt undan med sin dom. Tragedin fullbordades 1995 när Cheyenne, som sades vara deprimerad över Drollets död, begick självmord genom att hänga sig på Tahiti, 25 år gammal.
Brandos kändisskap, hans familjeproblem, hans självvalda exil från Hollywood och hans fetma drog till sig mer uppmärksamhet än hans sena karriär. Han fick även ett rykte om sig att vara svår att ha att göra med vid filminspelningar då han ofta vägrade eller inte kunde lära sig replikerna och ofta konfronterade regissörerna med udda och barnsliga krav. Många skådespelare uppfattade honom dock som generös, rolig och stödjande. Även om han blev mer och mer tillbakadragen under sin dalande karriär var han en vänlig man. Allmänheten kunde ibland se honom sätta sig ner på två stolar som han hade fört samman vid en glasskiosk.
Brando var sedan lång tid nära vän med Michael Jackson och besökte regelbundet Jacksons Neverland Ranch och stannade där för att vila upp sig i flera veckor. Han deltog även i Jacksons 30-årsjubileum som artist 2001 liksom i Jacksons 15-minutersvideo "You Rock My World" samma år. Brandos son Miko var Jacksons livvakt i många år och var en av hans vänner.
Brando var också en aktiv radioamatör och innehade anropssignalerna FO5GJ i Franska Polynesien samt KE6PZH i Kalifornien. I det offentliga registret över radioamatörer i USA stod han som "Martin Brandeux".
Brando avled den 1 juli 2004, 80 år gammal. Dödsorsaken hemlighölls till en början av hans advokat med hänvisning till privata angelägenheter. Det avslöjades senare att han avled på ett sjukhus i Kalifornien av lungsvikt till följd av en lungsjukdom. Han led även av hjärtsvikt och diabetes, vilket påverkade hans syn, och strax före sin död hade han fått diagnosen levercancer.

## Filmografi
| År   | Filmtitel                                      | Roll                                | Noteringar |
| ---- | ---------------------------------------------- | ----------------------------------- | --- |
| 1950 | Männen                                         | Kenneth "Ken" Wilcheck/"Bud"        | |
| 1951 | Linje Lusta                                    | Stanley Kowalski                    | Nominerad - Oscar för bästa manliga huvudroll New York Film Critics Circle Award for Best Actor (2nd place) |
| 1952 | Viva Zapata!                                   | Emiliano Zapata                     | BAFTA Award för bästa manliga skådespelare Best Actor Award (Cannes Film Festival) Nominerad - Oscar för bästa manliga huvudroll |
| 1953 | Julius Caesar                                  | Mark Antony                         | BAFTA Award för bästa manliga huvudroll Nominerad - Oscar för bästa manliga huvudroll |
| 1953 | Vild ungdom                                    | Johnny Strabler / Berättare         | |
| 1954 | Storstadshamn                                  | Terry Malloy                        | Oscar för bästa manliga huvudroll BAFTA Award för bästa manliga huvudroll Golden Globe Award för bästa manliga huvudroll New York Film Critics Circle Award for Best Actor |
| 1954 | Désirée                                        | Napoleon Bonaparte                  | |
| 1955 | Pysar och sländor                              | Sky Masterson                       | |
| 1956 | Tehuset Augustimånen                           | Sakini                              | Nominerad - Golden Globe Award för bästa manliga huvudroll |
| 1957 | Sayonara                                       | Maj. Lloyd "Ace" Gruver, USAF       | Nominerad - Oscar för bästa manliga huvudroll Nominerad - Golden Globe Award för bästa manliga huvudroll |
| 1958 | De unga lejonen                                | Lt. Christian Diestl                | Nominerad - BAFTA Award för bästa manliga huvudroll |
| 1959 | Mannen i ormskinnsjackan                       | Valentine "Snakeskin" Xavier        | |
| 1961 | Revansch                                       | Rio                                 | Även regissör |
| 1962 | Myteriet på Bounty                             | Fletcher Christian                  | |
| 1963 | Uppdrag i östern                               | Ambassador Harrison Carter MacWhite | Nominerad - Golden Globe Award för bästa manliga huvudroll |
| 1964 | Herre på täppan                                | Freddy Benson                       | |
| 1965 | Sabotören                                      | Robert Crain                        | |
| 1966 | Den djävulska jakten                           | Sheriff Calder                      | |
| 1966 | Banditos                                       | Matt Fletcher                       | |
| 1967 | Grevinnan från Hongkong                        | Ogden Mears                         | |
| 1967 | Reflexer i ett gyllene öga                     | Maj. Weldon Penderton               | |
| 1968 | Candy                                          | Grindl                              | |
| 1968 | Natt utan nåd                                  | Chauffeur                           | |
| 1969 | Queimada                                       | Sir William Walker                  | |
| 1970 | King: A Filmed Record... Montgomery to Memphis | Sig själv                           | Dokumentär |
| 1972 | De besatta                                     | Peter Quint                         | Nominerad - BAFTA Award för bästa manliga huvudroll |

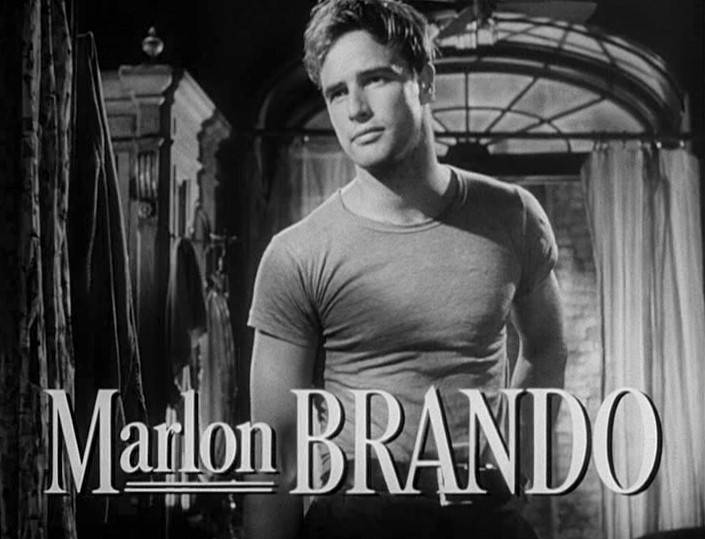
Marlon Brando i trailern till filmen Linje Lusta (1951).

| 1972 | Gudfadern                                      | Don Vito Corleone                   | Oscar för bästa manliga huvudroll (Ej mottagen) Golden Globe Award för bästa manliga huvudroll Kansas City Film Critics Circle Award for Best Actor National Society of Film Critics Award for Best Actor (2nd place) New York Film Critics Circle Award for Best Actor (2nd place) Nominated - BAFTA Award för bästa manliga huvudroll |
| 1972 | Sista tangon i Paris                           | Paul                                | New York Film Critics Circle Award for Best Actor Nominerad - BAFTA Award för bästa manliga huvudroll |
| 1976 | Missouri Breaks                                | Robert E. Lee Clayton               | |
| 1978 | Raoni                                          | Berättare (röst)                    | Dokumentär |
| 1978 | Superman                                       | Jor-El                              | |
| 1979 | Apocalypse Now                                 | Överste Walter E. Kurtz             | |
| 1980 | Den hemliga formeln                            | Adam Steiffel, Chairman Titan Oil   | Nominerad - Golden Raspberry Award för sämsta manliga skådespelare |
| 1989 | En torr vit årstid                             | Ian McKenzie                        | Nominerad - Oscar för bästa manliga biroll Nominerad - BAFTA Award för bästa manliga biroll Nominerad - Golden Globe Award för bästa manliga biroll |
| 1990 | Ny i maffian                                   | Carmine Sabatini                    | |
| 1991 | Hearts of Darkness: A Filmmaker's Apocalypse   | Sig själv                           | Dokumentär |
| 1992 | Christopher Columbus: The Discovery            | Tomás de Torquemada                 | Nominerad - Golden Raspberry Award för sämsta manliga skådespelare |
| 1995 | Don Juan DeMarco                               | Dr. Jack Mickler                    | |
| 1996 | The Island of Dr. Moreau                       | Dr. Moreau                          | Golden Raspberry Award för sämsta manliga skådespelare Nominerad - Golden Raspberry Award för sämsta par (ihop med "that darn dwarf") |
| 1997 | The Brave                                      | McCarthy                            | |
| 1998 | Free Money                                     | Warden Sven "The Swede" Sorenson    | |
| 2001 | The Score                                      | Max                                 | Brandos sista långfilm |

## Oscarnomineringar och -vinster
- 1951 – Linje Lusta som Stanley Kowalski
- 1952 – Viva Zapata! som Emiliano Zapata
- 1953 – Julius Caesar som Marcus Antonius
- 1954 – Storstadshamn som Terry Malloy - Vinst
- 1957 – Sayonara som Major Lloyd Gruver
- 1972 – Gudfadern som Don Vito Corleone - Vinst (vägrade ta emot den)
- 1973 – Sista tangon i Paris som Paul
- 1989 – En torr vit årstid som McKenzie (Biroll)